# NGC 4677
NGC 4677 é uma galáxia espiral barrada (SB0-a) localizada na direcção da constelação de Centaurus. Possui uma declinação de -41° 34' 57" e uma ascensão recta de 12 horas, 46 minutos e 57,0 segundos.
A galáxia NGC 4677 foi descoberta em 8 de Junho de 1834 por John Herschel.